# 阮福膺脭

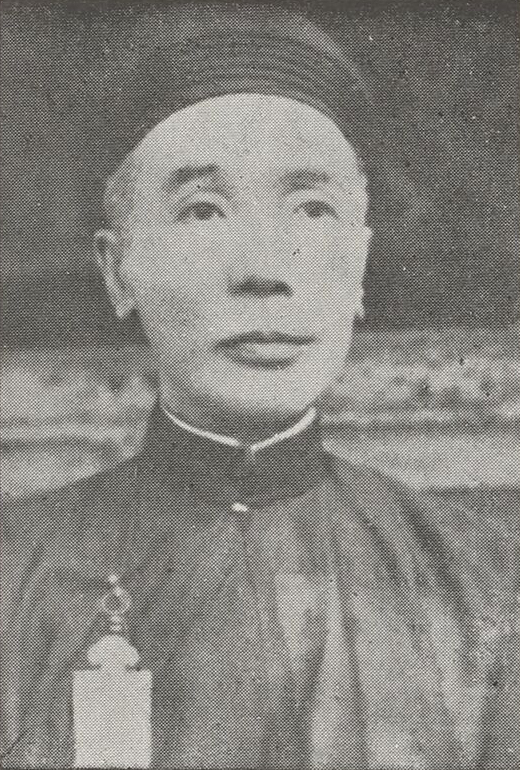
阮福膺脭

阮福膺脭（越南语：／，1882年—1974年），字敬亭（越南语：／），號孝厚氏（越南语：／），協佐大學士阮福洪肯長子，從善王阮福綿審嫡孫，母張氏環。越南阮朝宗室、詩人、儒學學者。

## 生平
嗣德三十五（1882年），阮福膺脭出生在順化從善郡王樂靜園府邸。成泰年間，在國學場擔任法文助教。維新年間，任國子監副督教。維新八年（1914年），升國子監司業。啟定二年（1917年），升國子監祭酒。啟定六年（1921年），任工部佐理。次年（1922年），升廣義按察使。保大元年（1926年），升任他職。保大四年（1929年），任承天府尹。保大七年（1932年），升任禮部參知。保大八年（1933年）正月，以參知銜補清化布政使。保大十年（1935年）正月，任兼攝尊人府務大臣一職。次年五月一日（1936年6月19日），保大帝下发上谕，加尚書銜。後升授協佐大學士，充機密院大臣。保大十五年（1940年），膺脭致事。

## 著作
維新八年（1914年），阮福膺脭著述漢文儒學童蒙書籍《論語菁華幼學》。保大十九年（1944年），出版越南文著作《從善王：小史與詩文（1819—1870）》，後於1970年再版。1953年，出版越南文著作《越南儒教史》。

## 家庭
- 妻陳氏如宛，陳姓尚書之女。
  - 长子阮福宝肵
    - 长孙阮福永肋

  - 五子阮福寶䑋（Bửu Dưỡng，1907年3月19日-1987年5月1日）[6]